# Teresa Rzepa
Teresa Nella Rzepa (ur. 3 lutego 1952 w Kaliszu Pomorskim) – polska psycholog, specjalizująca się w historii myśli psychologicznej, psychobiografistyce, psychologii klinicznej, psychologii zdrowia, psychologii komunikowania się, psychologii organizacji i zarządzania oraz psychologii pracy.

## Wykształcenie i praca zawodowa
W 1974 roku ukończyła studia psychologiczne na Uniwersytecie im. Adama Mickiewicza w Poznaniu. W 1979 roku uzyskała na tymże uniwersytecie (Wydział Nauk Społecznych) stopień doktora psychologii, a w 1990 roku – doktora habilitowanego nauk humanistycznych w zakresie psychologii, specjalność psychologia, broniąc rozprawy habilitacyjnej „Psychologia Władysława Witwickiego”. Od 1999 roku profesor tytularny nauk humanistycznych. Wykładała na Uniwersytecie Szczecińskim (Wydział Humanistyczny, Katedra Psychologii, Instytut Psychologii), Wyższej Szkole Pedagogicznej im. Janusza Korczaka w Warszawie (Wydział Zamiejscowy w Szczecinie) oraz na Uniwersytecie SWPS (Wydział Zamiejscowy w Poznaniu, Instytut Psychologii). W latach 1994–2002 biegły sądowy. Była również doradcą personalnym i trenerem kadry menadżerskiej, prowadziła szkolenia z zakresu promocji zdrowia i komunikowania się z pacjentem. Dwukrotnie otrzymała Nagrodę Ministra Nauki i Szkolnictwa Wyższego za wybitne osiągnięcia naukowe.

## Ważniejsze publikacje książkowe
- Psychologia Władysława Witwickiego, Wydawnictwo Naukowe UAM, Poznań 1991, ISBN 83-232-0332-6
- Słownik psychologów polskich (współred.), Instytut Psychologii UAM, Poznań 1992
- Psychologia w szkole lwowsko-warszawskiej (red.), Wydawnictwo Naukowe PWN, Warszawa 1997, ISBN 83-01-12341-9
- O studium przypadku i portrecie psychologicznym, Print Group Daniel Krzanowski, Szczecin 2005, ISBN 83-60065-42-X
- Paradygmaty i pułapki psychologii komunikowania się (red.), Wydawnictwo Naukowe Uniwersytetu Szczecińskiego, 2006, ISBN 83-7241-513-7
- Psychologia komunikowania się dla menedżerów, DIFIN, Warszawa 2006, ISBN 83-7251-626-X
- Historia polskiej myśli psychologicznej, Wydawnictwo Naukowe PWN, Warszawa 2009 (z Bartłomiejem Dobroczyńskim) ISBN 978-83-01-16055-5
- Psychologiczne i medyczne aspekty chorób skóry (współred.), Cornetis, Wrocław 2011 ISBN 978-83-61415-16-9
- seria wydawnicza: Na drogach i bezdrożach historii psychologii (współred.), T. 1–7, Wydawnictwo UMCS, Lublin 2011, 2013, 2014, 2014, 2015, 2017, 2019